# Los Angeles Film Critics Association Awards 1983
La 9ª edizione dei Los Angeles Film Critics Association Awards si è tenuta il 17 dicembre 1983, per onorare il lavoro nel mondo del cinema per l'anno 1983.

## Premi
Miglior film
- Voglia di tenerezza (Terms of Endearment), regia di James L. Brooks

Miglior attore
- Robert Duvall - Tender Mercies - Un tenero ringraziamento (Tender Mercies)

Miglior attrice
- Shirley MacLaine - Voglia di tenerezza (Terms of Endearment)

Miglior regista
- James L. Brooks - Voglia di tenerezza (Terms of Endearment)

Miglior attore non protagonista
- Jack Nicholson - Voglia di tenerezza (Terms of Endearment)

Miglior attrice non protagonista
- Linda Hunt - Un anno vissuto pericolosamente (The Year of Living Dangerously)

Miglior sceneggiatura
- James L. Brooks - Voglia di tenerezza (Terms of Endearment)

Miglior fotografia
- Sven Nykvist – Fanny e Alexander (Fanny och Alexander)

Miglior colonna sonora
- Philip Glass – Koyaanisqatsi

Miglior film in lingua straniera
- Fanny e Alexander (Fanny och Alexander), regia di Ingmar Bergman  ·   Svezia/ Germania Ovest/ Francia

Miglior film sperimentale/indipendente
- Michael Snow – So Is This

New Generation Award
- Sean Penn

Career Achievement Award
- Myrna Loy